# Il Redentore (Velence)

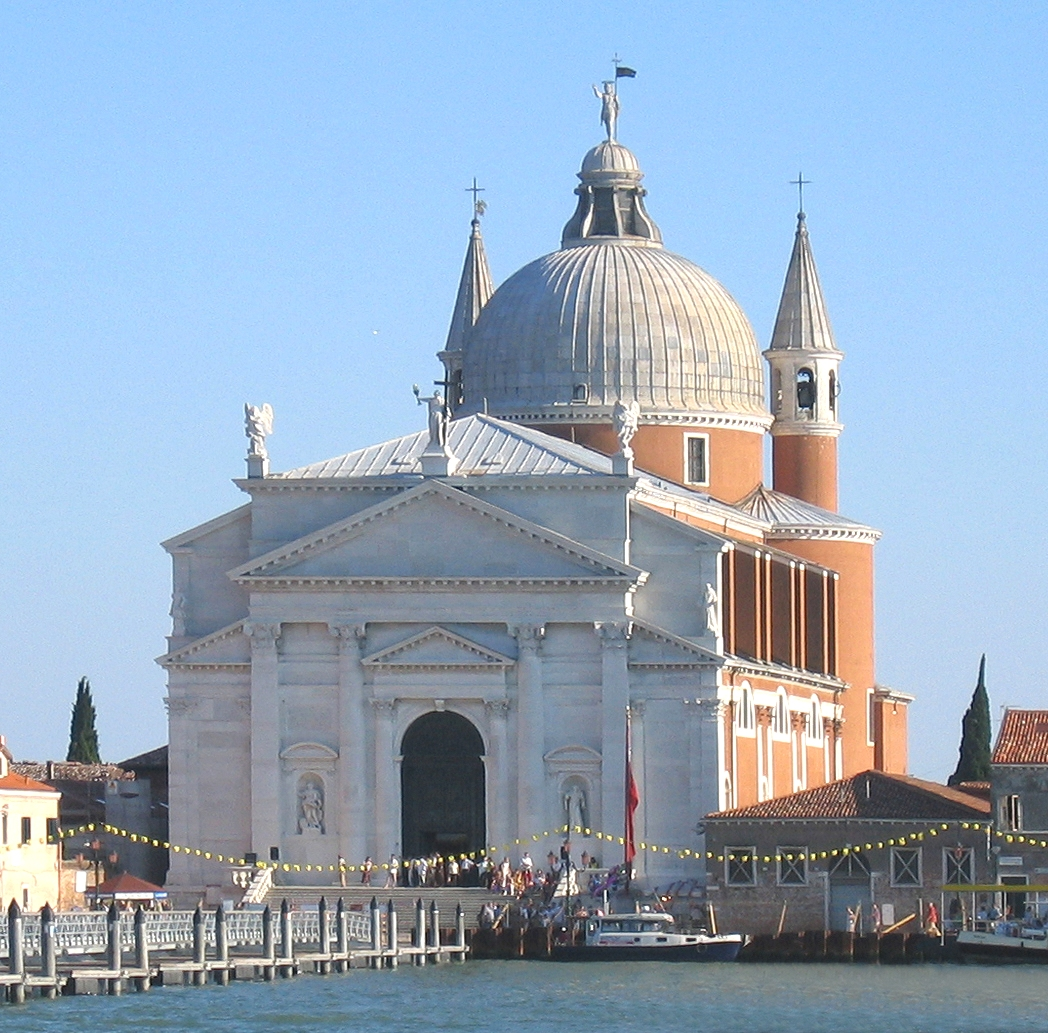
A templom a Giudecca-csatorna felől

Az Il Redentore (a Megváltó) vagy más néven basilica del Santissimo Redentore egy fogadalmi templom az olaszországi Velencében, a Giudecca városrészben. Építését a Szenátus rendelte el az 1575 és 1577 között pusztító pestisjárvány idején. A területen már korábban, 1536-ban felépítették a Santa Maria degli Angeli-templomot, amely napjainkban is látható az apátság területén. Később, 1539-ben ugyanezen a helyen egy kolostort létesítettek, majd 1577. május 3-án megkezdődött a Il Redentore-templom építése. Tervezésével Andrea Palladiót bízták meg, majd az ő 1580-ban bekövetkezett halála után az építkezést Antonio da Ponte vezetésével fejezték be. A kapucinus szerzetesek meggyőzték a Szenátust, hogy ne engedélyezzék a templomban való temetkezést, ennek köszönhetően az épület megőrizte egységes stílusát. Felszentelésére 1592-ben került sor.

## Az épület külseje
A homlokzatot isztriai kővel borították, kialakítása emlékeztet a Palladio által szintén Velencében épített San Francesco della Vigna és San Giorgio Maggiore templomokéra. A főbejáratot egy tizenöt fokból álló lépcsőn lehet megközelíteni, ez utalás arra, hogy a hagyomány szerint Salamon jeruzsálemi templomához is ilyen lépcső vezetett. A homlokzat széles oromzata a római Pantheonra utal, a keskeny harangtornyok minaretekre emlékeztetnek. A templom külsején a legrégebben elkészült szobor a kupola lanternáját díszítő Feltámadt Krisztus ólommal borított fából készült szobra, Girolamo Campagna műve. A többi szobrot a 17. század végén faragták, Szent Márkot, Páduai Szent Antalt és San Lorenzo Giustiniánt ábrázoló szobrok Tommaso Ruer művei, a Szent Ferenc szobor Juste Le Court műhelyében készült.

## Az épület belseje

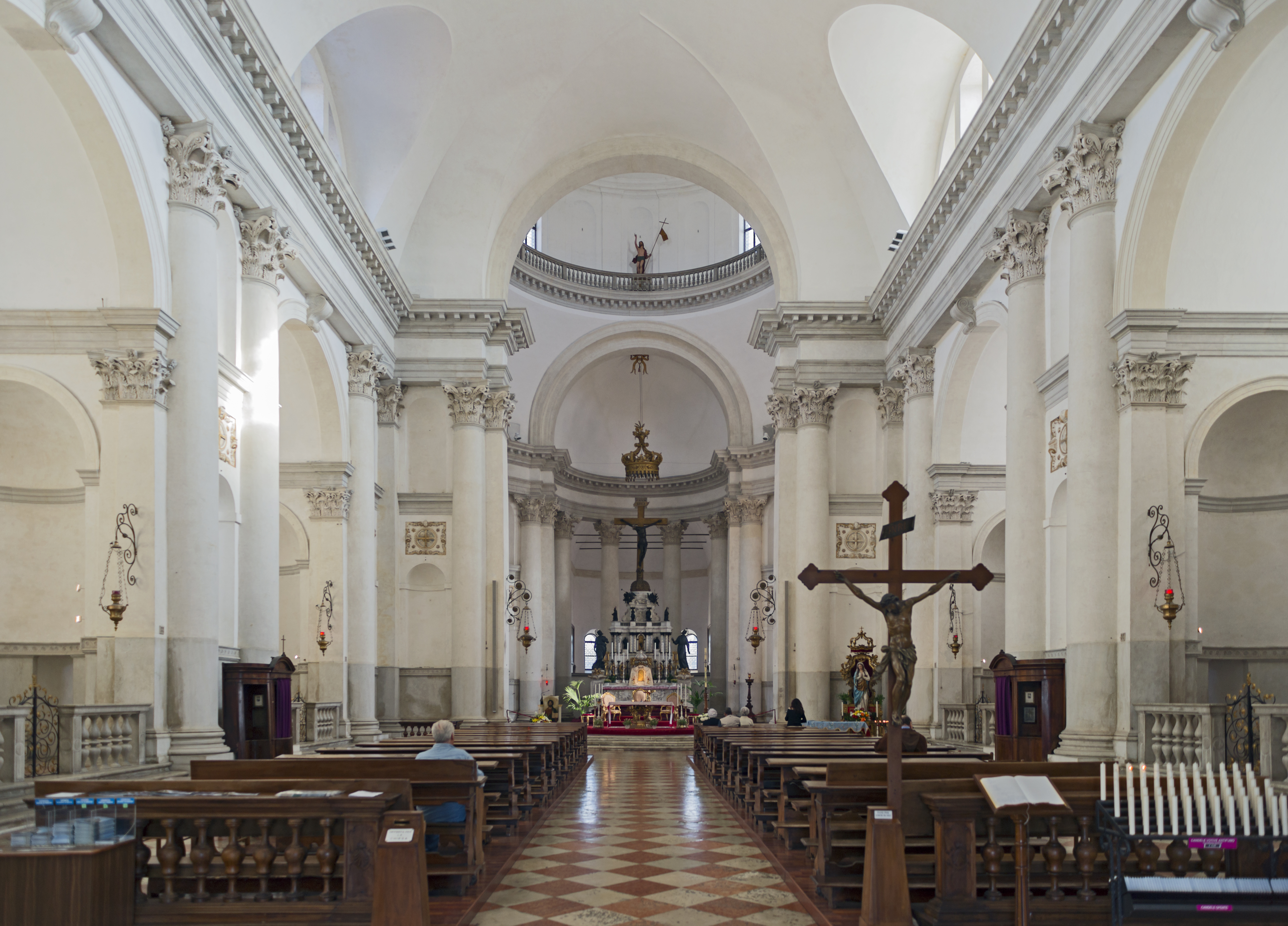
A templom belső tere

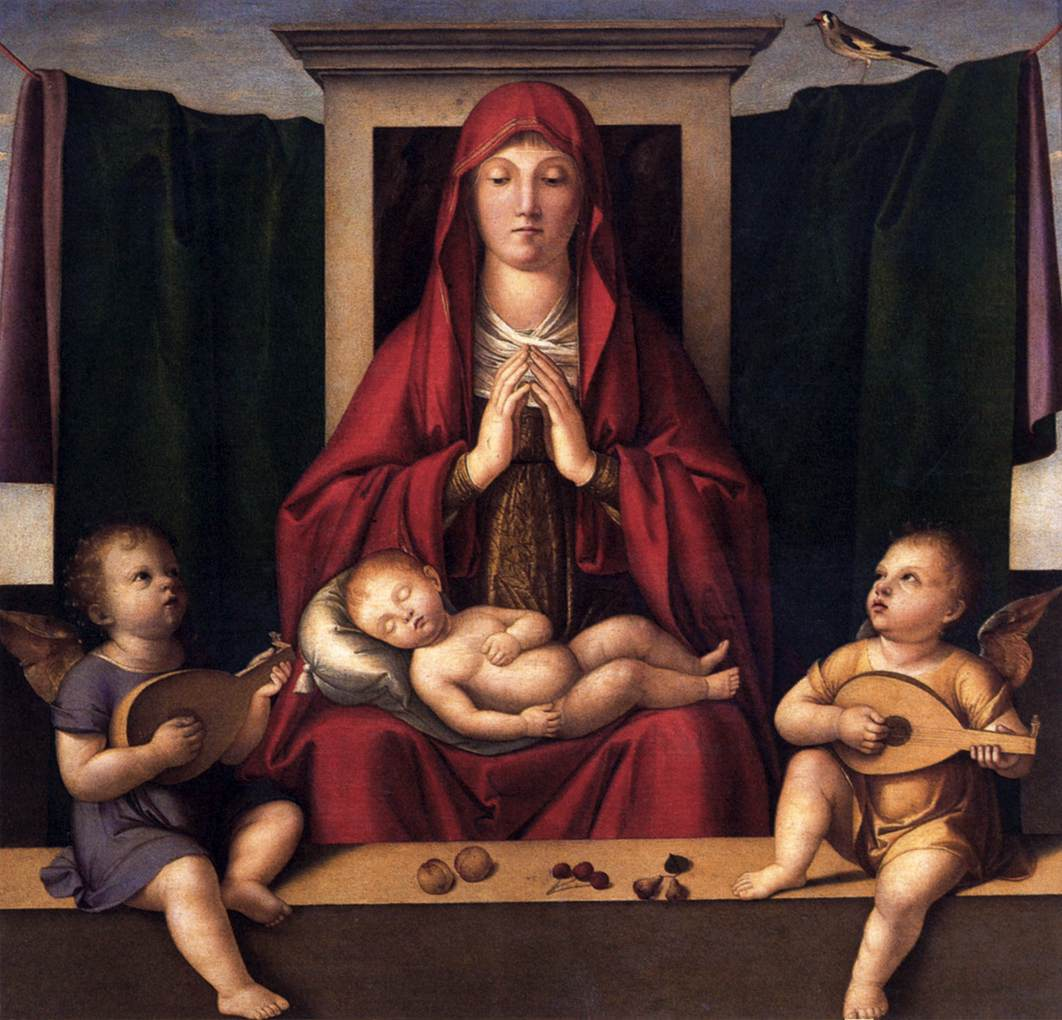
Szűz Mária és a Gyermek, Alvise Vivarini festménye, 1500 körül

A templom belső tere egyhajós, kétoldalt három-három egymásba nyíló kápolnával. Területe három egymástól jól elkülöníthető részre oszlik, a főhajóra az oldalkápolnákkal, a szentélyre és a kórusra. A főhajó két oldalán végigfutó párkányt korinthoszi féloszlopok tartják. A színes márvánnyal díszített szentély két oldalán korinthoszi oszlopokkal kiemelt exedrák nyílnak. Ezeket a dózse és a város előkelői számára tartották fenn. A harmadik rész a kapucinus szerzetesek számára elkülönített kórusból és a két sekrestyéből áll. A templom egész belső terét erős fény világítja meg, fehérre festett falai a tisztaságot jelképezik. A homlokzat belső falán két festmény kapott helyet, Paolo Piazza Velence fogadalmat tesz a pestisjárvány elmúlásáért, és Pierto Muttoni della Vecchia Szűz Mária átadja a gyermek Krisztust Cantalicei Szent Félixnek című alkotásai.
Az oldalkápolnákban látható festmények : A pásztorok imádása (Francesco Bassano 1580 körül), Krisztus ostorozása (Domenico Robusti, 1588 körül), Levétel a keresztről (Palma il Giovane, 1600 körül), Mennybemenetel (Domenico Robusti, 1588 körül).

### A főoltár
A templom főoltárát Girolamo Campagna készítette a bolognai Giuseppe Mazza közreműködésével. A tabernákulumot Tommaso Ruer állította helyre, 1682-ben. Az oltár domborművei jeleneteket ábrázolnak Krisztus életéből (Jézus első összeroskadása, Jézus találkozik anyjával, Veronika megtörli Jézus arcát, Jézus az Olajfák hegyén).
Az oltár mögötti falon: Mária ájulása, Levétel a keresztről, A sír előkészítése.
Az oltár fölött bronzból készült feszület szintén Girolamo Campagna műve, Krisztus lábánál, a kis kupola alatt bronzangyalok tartják a passió jelképeit. A szerzetesek számára készült kórus padjai a 18. században készültek, művészileg nem jelentős darabok.

### A sekrestye
A sekrestyében számos műalkotást őriznek, közülük a legfontosabbak:
- Több Szűz Mária és a Gyermek ábrázolás, Alvise Vivarini,  (1500 körül), Lazzaro Battiani (15. század), Francesco Bissolo (15. század vége), Pasqualino Veneto (16. század eleje), Rocco Marconi (16. század eleje), Palma il Giovane (1581 körül) alkotásai
- A főoltárról idekerült Francesco Bassano műhelyében készült öt táblakép: A manna csodája, Kenyérszaporítás, Utolsó vacsora, Emmauszi vacsora, Feltámadás
- A Madonna és a Gyermek, Jacopo Sansovino aranyozott bronzszobrai a 16. század közepéről
- Paolo Veronese festménye a Krisztus megkeresztelése (1561 körül)
- Jacopo Bassano műve Keresztelő Szent János a pusztában
- Carlo Saraceni Caravaggio stílusát idéző festménye a Szent Ferenc elragadtatása
- Számos muranoi üvegből készült ereklyetartó a 18. század közepéről